# Franz Naager

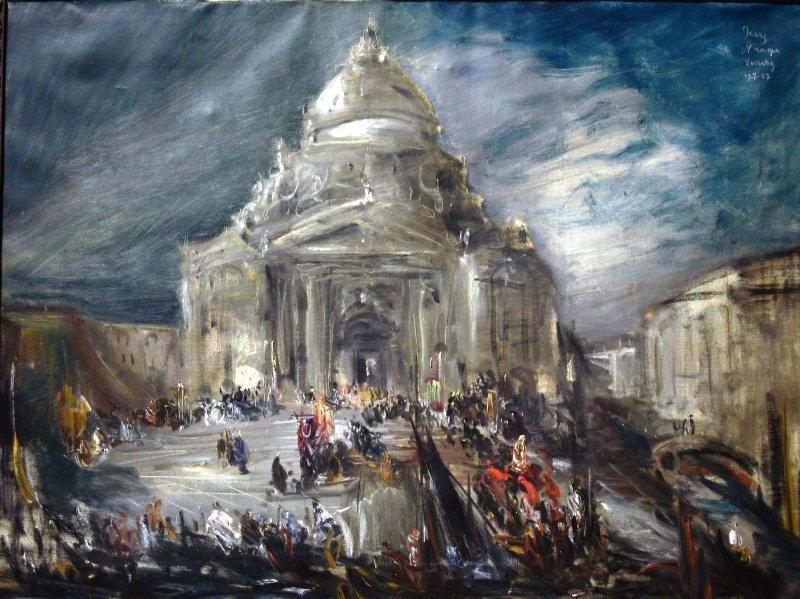
Venedig (1927)

Franz Naager (* 25. Mai 1870 in München; † 9. Januar 1942 ebenda) war ein deutscher Maler, Grafiker, Bildhauer, Kunstsammler und Unternehmer.

## Leben
Naager war der Sohn eines Münchner Staatsanwalts (Oberlandesgerichtssekretär). Er studierte ab dem 24. Mai 1889 an der Kunstakademie München bei Alexander Strähuber, Ferdinand Barth und Gabriel von Hackl. Anschließend verbrachte er die Jahre von 1901 bis 1913 in Venedig, wo er sich neben seiner Tätigkeit als Künstler mit dem Ankauf von Kunstwerken beschäftigte. Hier gründete er Kunstwerkstätten mit etwa 200 Beschäftigten. Durch den Bildhauer und Kunstgewerbler Lorenz Gedon und den Architekten Gabriel von Seidl beeinflusst, entwarf er kunstgewerbliche Arbeiten, unter anderem Marmorintarsien, Mosaike und bildhauerischen Schmuck. Nach seiner Rückkehr nach München, erwarb er das Haus der ehemaligen Schack-Galerie (damals Briennerstraße 19–22), um dort seine Kunstsammlungen unterzubringen.
Naager war auch als Grafiker und Schriftsteller tätig und war Mitglied der Münchner Künstlervereinigung „Allotria“. Er entwarf 1910 für die Hauptfassade des Berliner Admiralspalasts Reliefplatten aus istrischem Kalkstein. Um 1911 schuf er die Terrakotta-Friese an den Fassaden des Wohn- und Geschäftshauses A. S. Drey (Max-Joseph-Straße 2 in München), hergestellt in der Nymphenburger Porzellanmanufaktur. Im Jahr 1922 wurde er zum Ehrenmitglied der Münchner Kunstakademie gewählt.

## Schriften
- Katalog der Galerie Prof. Franz Naager und kritische Plaudereien über die Sammlung Venetianischer Meister des Cinquecento. 2. Auflage, München 1914. (archive.org).